# كريستيان جاكيتش
كريستيان جاكيتش (بالكرواتية: Kristijan Jakić)‏ هو لاعب كرة قدم كرواتي ولد في عام 1997 في سبليت في كرواتيا، ويلعب في مركز لاعب الوسط مع نادي آينتراخت فرانكفورت ومع منتخب كرواتيا لكرة القدم.

## وصلات خارجية
- كريستيان جاكيتش على موقع الاتحاد الأوربي (الإنجليزية)
- كريستيان جاكيتش على موقع اتحاد كرواتيا (الكرواتية)
- كريستيان جاكيتش على موقع قاعدة بيانات كرة القدم.إي يو (الإنجليزية)
- كريستيان جاكيتش على موقع ناشيونال فوتبول تيمز (الإنجليزية)
- كريستيان جاكيتش على موقع Soccerway.com (الإنجليزية)
- كريستيان جاكيتش على موقع عالم كرة القدم.نت (الإنجليزية)